# Gereza
Gereza (Colobus) – rodzaj ssaków naczelnych z podrodziny gerez (Colobinae) w obrębie rodziny koczkodanowatych (Cercopithecidae).

## Zasięg występowania
Rodzaj obejmuje gatunki występujące w Afryce.

## Morfologia
Długość ciała (bez ogona) 48–96 cm, długość ogona 50–100 cm; masa ciała samic 5,5–11 kg, samców 7,6–15 kg (wyjątkowo do 23 kg).

## Systematyka
Rodzaj zdefiniował w 1811 roku niemiecki zoolog Johann Karl Wilhelm Illiger w książce swojego autorstwa poświęconej wstępnej klasyfikacji ssaków i ptaków. Illiger wymienił dwa gatunki – Simia polycomos von Schreber, 1797 (= Cebus polykomos E.A.W. Zimmermann, 1780) i Simia ferruginea G.K. Shaw, 1800 (= Simia (Cercopithecus) badius Kerr, 1792) – z których gatunkiem typowym jest Simia polycomos von Schreber, 1797 (= Cebus polykomos E.A.W. Zimmermann, 1780).

### Etymologia
- Colobus (Colobolus): gr. κολοβος kolobos ‘ograniczony, okaleczony’; gereza białobroda posiada szczątkowy kciuk[11].
- Guereza: abisyńska nazwa Guereza dla gerezy[12]. Gatunek typowy (oznaczenie monotypowe): Guereza ruppelli J.E. Gray, 1870 (= Colobus guereza Rüppell, 1835).
- Stachycolobus: gr. σταχυς stakhus ‘kolba kukurydzy, kolec’; rodzaj Colobus Illiger, 1811[13]. Gatunek typowy (oznaczenie monotypowe): Colobus satanas Waterhouse, 1838.
- Pterycolobus: gr. πτερυξ pterux, πτερυγος pterugos ‘skrzydło’; rodzaj Colobus Illiger, 1811[14]. Gatunek typowy (oznaczenie monotypowe): Semnopithecus vellerosus I. Geoffroy Saint-Hilaire, 1834.

### Podział systematyczny
Do rodzaju należą następujące gatunki:
| Grafika | Gatunek            | Autor i rok opisu                 | Nazwa zwyczajowa    | Podgatunki         | Rozmieszczenie geograficzne | Podstawowe wymiary                        | Status IUCN |
| ------- | ------------------ | --------------------------------- | ------------------- | ------------------ | --- | ----------------------------------------- | ----------- |
|         | Colobus angolensis | P.L. Sclater, 1860                | gereza angolańska   | 7 podgatunków      | Demokratyczna Republika Konga (na południe od rzeki Kongo), północno-wschodnia Angola i północno-zachodnia Zambia rozłącznie do południowo-zachodniej Ugandy, zachodniej Rwandy, zachodniego Burundi, południowo-wschodniej Kenii, Tanzanii, północnego Malawi i północno-wschodniej Zambii; być może północny Mozambik                                                                            | DC: – cm DO: – cm MC: – kg                | VU          |
|         | Colobus guereza    | Rüppell, 1835                     | gereza abisyńska    | 8 podgatunków      | południowy Kamerun, północno-wschodnia Ghana, północne Kongo, Republika Środkowoafrykańska, południowy Czad, północna Demokratyczna Republika Konga (na południe od rzeki Kongo), Sudan Południowy, zachodnia i południowo-wschodnia Uganda, północno-zachodnia Rwanda, zachodnia i środkowo-wschodnia Etiopia, Kenia, północna Tanzania; być może Gwinea Równikowa i południowo-wschodnia Nigeria | DC: 49–75 cm DO: 50–90 cm MC: 5,5–13,5 kg | LC          |
|         | Colobus polykomos  | (E.A.W. Zimmermann, 1780)         | gereza białobroda   | gatunek monotypowy | Gwinea Bissau, Gwinea, Sierra Leone, Liberia, południowo-zachodnie Wybrzeże Kości Słoniowej (na wschód do rzeki Sassandra); być może południowy Senegal i Gambia | DC: 55–68 cm DO: 72–100 cm MC: 6,6–10 kg  | EN          |
| [ c ]   | Colobus satanas    | Waterhouse, 1838                  | gereza czarna       | 2 podgatunki       | Kamerun (na południe od rzeki Sanaga), Gwinea Równikowa (włącznie z wyspą Bioko), zachodni i środkowy Gabon (w głąb lądu do Parku Narodowego Lopé, niepewny na wschód od rzek Ogowe/Iwindo) i zachodnie Kongo; być może Angola (Kabinda) | DC: 50–77 cm DO: około 80 cm MC: 10–15 kg | VU          |
|         | Colobus vellerosus | (I. Geoffroy Saint-Hilaire, 1834) | gereza niedźwiedzia | gatunek monotypowy | wschodnie Wybrzeże Kości Słoniowej (na wschód od rzek Nzi–Bandama), południowa Burkina Faso, Ghana, Togo, Benin i południowo-zachodnia Nigeria | DC: 56–66 cm DO: 81–97 cm MC: 7–9,9 kg    | CR          |

Kategorie IUCN:  LC  – gatunek najmniejszej troski,  VU  – gatunek narażony,  EN  – gatunek zagrożony,  CR  – gatunek krytycznie zagrożony.
Opisano również gatunek wymarły z plejstocenu dzisiejszej Kenii:
- Colobus freedmani Jablonski & M.G. Leakey, 2008[17]